# Cypricercus passaicus
Cypricercus passaicus is een mosselkreeftjessoort uit de familie van de Cyprididae. De wetenschappelijke naam van de soort is voor het eerst geldig gepubliceerd in 1903 door Sharpe.